# Jim Wilson
Jim Wilson é um personagem das histórias em quadrinhos do Universo Marvel, publicadas pela Marvel Comics. É um antigo amigo de Bruce Banner e Rick Jones. Apareceu pela primeira vez na revista The Incredible Hulk Vol. 2 número de 131 como um jovem negro faminto encontrado em prédios condenados e abandonados de Nova Iork pelo Hulk que buscava um esconderijo e se tornam amigos (a história foi publicada no Brasil em julho-agosto de 1972 na revista "Super X" da EBAL, com o título "Um titã no cortiço"). Ele continuou a aparecer nas aventuras do gigante verde na década de 1970, eventualmente ocupando o lugar de parceiro adolescente do herói que fora de Rick Jones.

## Biografia ficcional
Na revista The Incredible Hulk número 232 foi revelado que Jim Wilson era sobrinho do Falcão. A aventura foi escrita por Roger Stern que afirmou que a ideia fora de Len Wein  (outro escritor do Hulk).
Jim Wilson não reapareceria durante muito tempo até que na revista The Incredible Hulk Vol. 2 número 388 de dezembro de 1991 (história publicada no Brasil com o título de "Preconceito", na revista "O incrível Hulk" número 139 da Editora Abril, de janeiro de 1995) haveria a revelação de que o jovem era HIV positivo. Ele chamara Rick Jones para que se apresentasse num concerto beneficente em prol dos pacientes da doença. Jim havia se envolvido com o vilão Speedfreek. Hulk e Rick Jones o ajudaram a derrotar o vilão, mas isso não impediu que, meses depois, o jovem viesse a morrer vítima da doença (em The Incredible Hulk Vol. 2 número 420 de agosto de 1994, história publicada no Brasil com o título de "Idade das Trevas", revista "O incrível Hulk" número 164 da Editora Abril, fevereiro de 1997). Na história, ele fora atacado por protestar contra uma decisão judicial que impedira um jovem infectado de frequentar uma escola pública. O Hulk o levou para a base do Panteão, grupo a qual estava filiado e constatou que o garoto tivera costelas quebradas e fora acometido de pneumonia. Em sua fase terminal, o Dr. Bruce Banner chegou mesmo a cogitar uma transfusão de sangue, para que o sistema imunológico do Hulk salvasse o rapaz. Porém, o receio de criar outro monstro (como acontecera com a prima Jennifer Walters que se transformara na Mulher Hulk) o fez desistir da ideia. Nunca foi revelado como o jovem foi infectado com o vírus da AIDS.
O pai de Jim Wilson, Gideon Wilson, inexplicavelmente culpou o Hulk pela morte do filho e se juntou ao Gamma Corps para se vingar.

## Adaptações
Jim Wilson aparece rapidamente no filme de 2008, The Incredible Hulk,interpretado por P.J. Kerr. Ele é um estudante da Universidade Culver que é entrevistado por um canal de TV local após testemunhar uma batalha no campus do Hulk contra as forças militares do General Ross.